# ادوارد گرونآیزن
ادوارد گرونآیزن (آلمانی: Eduard Grüneisen؛ زاده ۲۶ مهٔ ۱۸۷۷ درگذشته ۵ آوریل ۱۹۴۹) یک فیزیک‌دان اهل آلمان بود.